# Concordance des temps (émission de radio)
Pour l’article homonyme, voir Concordance des temps.
Concordance des temps est une émission de radio animée et produite par Jean-Noël Jeanneney. Elle est diffusée chaque samedi, depuis 1999, de 10 h à 11 h sur les ondes de France Culture, station de Radio France.

## Principe
L'émission prend la forme d'un entretien avec un historien, entrecoupé d'archives sonores, textes ou chansons. Elle offre sur l'actualité un éclairage de précédents historiques depuis la plus haute Antiquité, rappelant des épisodes, des confits, des mutations, des sensibilités et des doctrines qui trouvent aujourd'hui des résonances remarquables et souvent inattendues. Elle s'attache, en évoquant les permanences et les rebonds, à mettre en valeur, par contraste, les différences et les nouveautés.
En outre, l'émission est souvent l'occasion de réfléchir aux usages politiques du passé.
Elle peut se placer sous les auspices du général de Gaulle qui, au début des années 1920, avait noté une formule vue au musée du Luxembourg, « Ex praeterito spes in futurum » (« C’est du passé que naît l'espoir dans l'avenir »).

## Historique
L'émission a été créée à l'initiative de Laure Adler, alors directrice de France Culture, en septembre 1999. Celle-ci s'était inspirée du principe d'une série d'articles déjà intitulés Concordances des temps, publiés par Jean-Noël Jeanneney dans Le Monde à la demande de Claude Sales, l'un des dirigeants du journal, durant l'été 1987, puis réunis en un volume.
En avril 2021, l'émission de France Culture a célébré son 950e numéro.
Enregistrée d'ordinaire peu avant la diffusion, l'émission est parfois réalisée en direct et en public, notamment lors du Salon du Livre, en mars, et des Rendez-vous de l'Histoire de Blois, en octobre.
Trois réalisateurs s'y sont succédé : Patrick Molinier (1999-2017), Anne Kobylak (2017-2018), Yaël Mandelbaum.

## Style de l'émission
Une critique a décrit le style de l'émission en ces termes : 

« On le sait, l'Art Oratoire n'est pas le corollaire de l'érudition et de l'éminence. Or, à cet égard, il se trouve que Jean-Noël Jeanneney satisfait à toutes les attentes d'un auditoire chevronné et assoiffé de connaissances approfondies. Car c'est véritablement avec délice que l'oreille — faite au parler universitaire — accueille la belle éloquence de l'orateur-animateur. Sans trop de pédanterie, le français y revêt ses tons les plus soutenus. Les syllabes se goûtent comme des grains de caviar, le récit se suspend le temps d'une virgule, les liaisons retentissent et nous portent vers les notions qu'elles annoncent, nous maintenant au fil de la narration. Sachons apprécier les moments médiatiques où le langage montre ses richesses ainsi que toute sa latitude d'expression ! Ce n'est cependant pas l'éloquence seule qui séduit. Une émission radiophonique d'une heure traitant avec autant d'acuité et d'érudition de sujets historiques se doit, pour arrimer l'audience, de pourvoir en aimants auditifs... C'est précisément le rôle que joue la voix de J.-N. Jeanneney ; confortable, enjouée, parfois écaillée d'accents rauques au gré des récits, elle s'étire et se feutre lorsqu'elle nous conduit dans les passages secrets historiques; Bref, elle a ce pouvoir envoûtant du conteur. »

## Audience
Le public de l’émission s’élevait en moyenne à 480 000 auditeurs en direct, en janvier-mars 2021 (Médiamétrie), et elle est téléchargée à hauteur de 220 000 podcasts environ chaque mois.[réf. nécessaire]

## Générique
Le générique de l'émission est dû à Patrick Molinier. La musique est signée par le compositeur Michael Nyman.
On y entend successivement le journaliste Tommy Franklin à propos d'un chercheur mort de la peste (« ...On se croirait en plein Moyen-Âge »), un extrait du discours du général de Gaulle (discours d'Epinal du 29 septembre 1946 : « ...qui sont exactement les mêmes que celles dont nous fûmes comblés, sans en être accablés. Depuis le 18 juin 1940... ») et, enfin, un propos de Marguerite Yourcenar (« Le coup d’œil sur l'Histoire, le recul vers une période passée ou, comme aurait dit Racine, "vers un pays éloigné", vous donne des perspectives sur votre époque et vous permet d'y penser davantage, d'y voir davantage les problèmes qui sont les mêmes et les problèmes qui diffèrent, ou les solutions... »).
Un intermède, tiré d'un morceau de Leroy Anderson (Plink, Plank, Plunk!), est aussi utilisé de temps à autre entre les séquences, ou comme générique de fin.
La phrase initiale (au piano) n'est pas de Michael Nyman. Ce sont les premières mesures de Charmes (morceau composé par Alain Gibert) sur l'album Les Violences de Rameau (1996) de Louis Sclavis, interprété par le Louis Sclavis Sextet.

## Fiche technique
- Production : Jean-Noël Jeanneney
- Réalisation : Yaël Mandelbaum
- Collaboratrice : Jeanne Guérout
- Générique : Musique à grande vitesse de Michael Nyman